# Овезов, Байрамгельды Оразгельдыевич
Байрамгельды Оразгельдыевич Овезов (туркм. Baýramgeldi Öwezow, 1972, Ашхабад, Туркменская ССР, СССР) — туркменский государственный деятель.
Родился в Ашхабаде в 1972 году.
В 1994 году окончил Туркменский сельскохозяйственный институт, получив специальность бухгалтера-экономиста.

## Карьера
1994 — бухгалтер страхового акционерного общества «Туран ИНГОССТРАХ».
1994—1995 — срочная военная служба.
1995—1998 — бухгалтер страхового акционерного общества «Туран ИНГОССТРАХ».
1998 — главный бухгалтер велаятского предприятия электросвязи «Ахалтелеком».
1998—1999 — заместитель главного бухгалтера Государственной компании электросвязи «Туркментелеком».
1991—2001 — начальник расчетного центра Ашхабадской городской телефонной сети.
2001—2011 — директор центра международных расчетов и договоров Министерства связи Туркменистана.
2011—2012 — заместитель министра связи Туркменистана.
22.02.2012 — 29.01.2019 — министр связи Туркменистана. Должность министра оставил в связи с его упразднением.
30.01.2019 — 04.10.2019 — председатель Агентства «Туркменсвязь» Министерства промышленности и коммуникации Туркменистана.
С 04.10.2019 — заместитель Председателя Кабинета министров Туркменистана. В качестве вице-премьера курирует промышленно-коммуникационный комплекс страны.

## Взыскания
- строгий выговор за ненадлежащее исполнение должностных обязанностей, допущенные в работе недостатки[3]